# Сой (приток Согома)
Сой — река в Ханты-Мансийском автономном округе России. Устье реки находится в 119 км по левому берегу реки Согом. Длина реки составляет 28 км.
Система водного объекта: Согом → Иртыш → Обь → Карское море.

## Данные водного реестра
По данным государственного водного реестра России относится к Иртышскому бассейновому округу, водохозяйственный участок реки — Иртыш от впадения реки Тобол до города Ханты-Мансийск (выше), без реки Конда, речной подбассейн реки — бассейны притоков Иртыша от Тобола до Оби. Речной бассейн реки — Иртыш.
Код объекта в государственном водном реестре — 14010700112115300018178.